# 馬場孤蝶
馬場孤蝶（ばば こちょう、1869年12月10日（明治2年11月8日） - 1940年（昭和15年）6月22日）は、日本の英文学者、評論家、翻訳家、詩人、慶應義塾大学教授。

## 生涯
孤蝶は土佐藩士馬場来八の四男として、土佐国土佐郡（現・高知市）に生まれた。本名は勝弥といい、19歳上の次兄に自由民権運動家の馬場辰猪がいる。病弱で就学せずに、1878年両親と上京し、下谷茅町（現・台東区池之端二丁目）の忍ヶ丘小学校から三菱商業学校に進んで中退し、1884年から、共立学校で英語を学んだ。少年期から寄席に入り浸った。浄瑠璃を語った。弓術・盆栽・将棋・パイプ・俳画・古書漁り・旅行と、趣味が広かった。

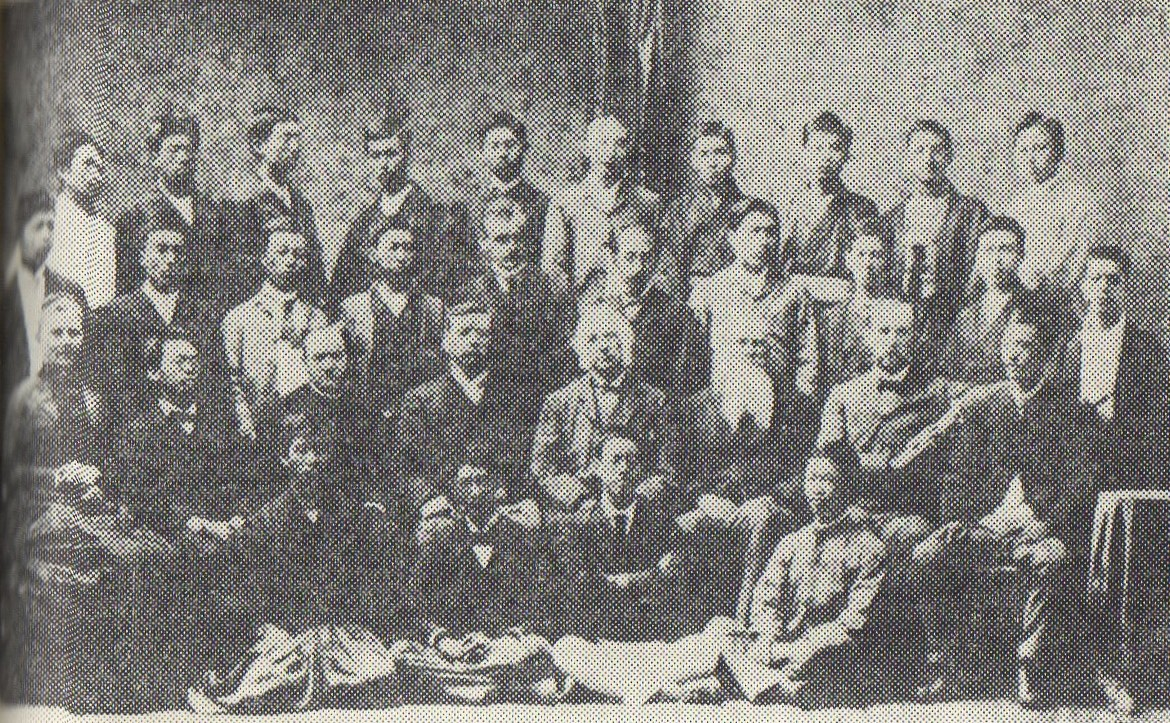
明治学院24年度卒業写真、中央列右から3番目が孤蝶、最後列左から2番目が島崎藤村、4番目が戸川秋骨

1889年（明治22年）（20歳）、明治学院2年に入学し、島崎藤村、戸川秋骨と同級になった。1891年卒業後、各地で中学の英語教師を勤め、その間の1893年1月創刊の文学界に、秋から加わり、詩、小説、随筆を載せた。1894年3月、樋口一葉宅を初めて訪れ、また、斎藤緑雨、秋骨、平田禿木、上田敏と交わった。皆、文学界の同人だった。
1899年、銀子をめとり、のち、照子・晴子・昂太郎を得た。
1897年（明治30年）（28歳）、日本銀行の文書課員となり、かたわら文学界へ、それの廃刊後は明星へ、投稿を続けた。1906年1月、第二次『芸苑』の発行名義人となり、17冊を出した。生田長江が同人として兄事した。
1906年、慶應義塾大学部文学科教授となって、欧州大陸文学を講じた。孤蝶は永井荷風教授の先任に当たる。教授になった頃から詩・小説からは遠ざかり、翻訳、随筆をもっぱらにした。
1907年（明治40年）（38歳）、生田長江の『閨秀文学会』の講師を引き受けた。1908年、樋口一葉の日記を校正した。1912年、3回目の『樋口一葉全集』（博文館の『二冊本』）を編集した。1913年、青鞜社の講演会で『婦人のために』を講演し、また、大杉栄・荒畑寒村らの『近代思想』社の集会に顔を出した。
1915年（大正4年）の第12回衆議院議員総選挙に、夏目漱石、生田長江、森田草平、平塚らいてう、堺利彦らの応援を得て立候補し、落選した。孤蝶は幸徳事件（大逆事件）後、彼の論評において言論・思想の規制や司法・警察の体制に抵抗を続け、この選挙への立候補は大逆事件への抵抗であり、応援者たちの行動もまたこれへの抵抗であった。孤蝶の応援にあたり81名の作家たちが『孤蝶馬場勝弥氏立候補後援現代文集』（馬場勝弥後援会・編、実業之世界社）に文章を寄稿した。この81名は当時の文壇の主だった顔ぶれであり、漱石を筆頭に北原白秋、正宗白鳥、与謝野寛（与謝野鉄幹）、与謝野晶子、野上弥生子、佐藤春夫、長谷川天渓、内田魯庵、小山内薫、長谷川時雨、吉井勇、堺利彦、平塚らいてう、田山花袋、伊藤野枝、徳田秋声、生田長江、岡本綺堂らが参加した。
1916年（大正5年）の山川均・青山菊栄の結婚の媒酌を勤めた。面倒見がよかった。1917年（大正6年）、堺利彦が第13回衆議院議員総選挙に立候補し、孤蝶は彼の応援演説をした。
1923年（大正12年）、関東大震災の際の流言による朝鮮人虐殺事件の起こる最中に、朝鮮人を擁護する発言をしたことで人々に包囲され、ついには警察に検束された。
1930年（昭和5年）（61歳）、慶應義塾大学を退職した。孤蝶の教え子に、水木京太、佐藤春夫、西脇順三郎などがいた。土岐善麿や安成貞雄など、孤蝶を慕って学外から来る者も多かった。
1940年（71歳）、肝臓癌に腹膜炎を併発し、渋谷区松濤の自宅で没した。墓は谷中霊園にある。孤蝶の遺志により、随筆集『明治の東京』と『明治文壇の人々』が、1942年に出版された。

## おもな文業
各列の → の後ろは、2010年に最も近いと思われる改版。

### 創作・評論
- 『無名氏に謝す』、「『清風録』、研文学会（1902）」所収
- 『野守草』（文集）、新聲社（1902）
- 『連翹』（文集）、久友社（1905）
- 『春駒』、佐久良書房（1906）
- 『日記を通して見たる樋口一葉』、早稲田文学誌（1911.4）→ 「明治文学全集30（1972）」所収
- 『近代文芸の解剖』、広文堂書店（1914）
- 『社会的近代文芸』、東雲堂書店 生活と芸術叢書1（1915）→ 日本図書センター 近代文芸評論叢書24（1992）ISBN 9784820591535
- 『世界名著解題』、誠文堂（1927）→ 「紀田順一郎：『近代名著解題選集1』、クレス出版（2006）ISBN 9784877333287」所収
- 『政治文学』、岩波講座世界文学8、岩波書店（1933）

没後
- 『酒匂川、想界漫渉、片羽のをしどり、地下へ、社会的文学に就て、善き人なりし大杉君』：「講談社 日本現代文学全集 9（1965）」所収
- 『酒匂川』ほか新体詩12篇：「明治文学全集60（1972）」所収
- 『片羽のをしどり、流水日記、みをつくし、かたみの絵姿、柴刈る童、雪の朝、想海漫渉、蝶を葬むるの辞』、「明治文学全集32（1973）」所収

### 随筆
- 『葉巻のけむり』、廣文堂書店（1914）→「『馬場孤蝶随筆集成1』、本の友社（2001）
- 『闘牛』、天佑社（1919）→ 「『馬場孤蝶随筆集成2』、本の友社（2001）
- 『鸚鵡蔵』、二松堂書店 表現叢書12（1923）→ 「『馬場孤蝶随筆集成3』、本の友社（2001）
- 『孤蝶随筆』、新作社（1924）→ 「『馬場孤蝶随筆集成4』、本の友社（2001）
- 『紫煙』、大阪屋書店（1925）→ 「『馬場孤蝶随筆集成5』、本の友社（2001）
- 『野客漫言』、書物展望社（1933）→ 『馬場孤蝶随筆集成6』、本の友社（2001）
- 『明治文壇回顧』、協和書院（1936）→ 「『馬場孤蝶随筆集成7』、本の友社（2001）

没後
- 『明治の東京』、中央公論社（1942）→現代教養文庫(1992)→ 文元社 教養ワイドコレクション（2004）
- 『明治文壇の人々』、三田文学出版部（1942）（『孤蝶随筆』などからの再編集）→ ウェッジ文庫（2009）

### 訳書
- 『やどり木』（訳文集）、弘文社（1903）
- 『泰西名著集』、如山堂（1907）
- ドストエフスキー：『小児の心』、『博徒』、明星（1908）→ 大空社 明治翻訳文学全集. 新聞雑誌編45（1998）
- マキシム・ゴルキイ：『国事探偵』、昭文堂（1910）→ 「『ゴオルキイ全集4』、日本評論社出版部（1921）」所収
- モオパッサン：『モオパツサン傑作集』（親殺、初雪、月夜、鐘の音、負債、月かげ）、如山堂書店、（1914）、付『モオパツサンと紀行』（孤蝶）
- トルストイ：『戦争と平和』、国民文庫刊行会 泰西名著文庫（1914）（英訳からの重訳）→ 国民文庫刊行会 世界名作大観 各国篇 附録6 - 8（1925 - 1927）
- ホーマア：『イリアード』、国民文庫刊行会 泰西名著文庫（1915）→ 世界文豪代表作全集刊行会 世界文豪代表作全集1巻（1928）
- モオパツサン：『戦塵』、如山堂書店（1915）→ 「三田文学会：『三田文選』、玄文社出版部（1919）」所収
- クロポトキン：『露西亜文学講話』、アルス（1920）
- クロポトキン：『露西亜文学の理想と現実』、アルス（1922）
- シエンキイウイツチ：『灯台守』、「近代社 世界短篇小説大系 南欧及北欧篇（1926）」所収
- ホオソオン：『緋の文字』、国民文庫刊行会 世界名作大観 英国篇14（1927）
- デイッケンス：『オリヴァー・ツゥイスト』、改造社 世界大衆文学全集9、（1930）→ 改造社 世界大衆文学名作選集17（1939）

没後
- 大空社 明治翻訳文学全集 新聞雑誌編の29（1999）、31（1997）、32（1999）、33（2000）、43（2000）、44（2000）、45（1998）に、多くの馬場訳が再録されている。